# 雅致远志
雅致远志（学名：Polygala elegans）为远志科远志属下的一个种。

## 扩展阅读
- 維基物種上的相關：雅致远志